# Romolo Putelli
Don Salvo Romolo Putelli (Breno, 3 marzo 1880 – Brescia, 10 maggio 1939) è stato un presbitero, storico, bibliotecario, archivista ed erudito italiano, i cui interessi hanno riguardato Brescia, Mantova e la Val Camonica.

## Biografia
I genitori si chiamavano Giovanni Putelli e Francesca Valgolio; fece gli studi liceali dapprima al seminario di Brescia; continuò poi gli studi a Roma presso il collegio dell'Apollinare (attualmente Pontificio Seminario Romano Maggiore), frequentato in quel periodo da Ernesto Buonaiuti e da Angelo Roncalli. Nel 1904 si laureò in teologia presso il Seminario di Alatri, dove fu ordinato sacerdote e rimase in qualità di insegnante.
Ritornato a Breno, si dedicò alla ricerca erudita e archivistica locale. Nel 1908 divenne segretario dell'Associazione pro Valle Camonica, dedicandosi particolarmente a raccogliere materiale che avrebbe poi fatto parte del Museo Camuno, mentre la sua raccolta di libri e di documenti antichi è conservata annessa al Museo Camuno di Breno. Nel 1908 fondò la rivista Illustrazione camuna, di cui di fatto fu l'unico redattore pur con vari pseudonimi, avente come fine la divulgazione storica relativa alla Val Camonica. Nel 1915 pubblicò Intorno al castello di Breno che gli diede una certa notorietà in campo archivistico anche al di fuori del ristretto ambito locale. Riordinò in seguito l'archivio diocesano di Brescia (dal 1925 al 1932) e poi quello di Mantova, pubblicando numerosi studi derivanti da questa attività di archivista.
A lui è intitolato l'Istituto Professionale di Darfo Boario Terme.

## Opere
- Romolo Putelli, Intorno al castello di Breno: storia di Valle Camonica, Lago d'Iseo e vicinanze : da Federico Barbarossa a s. Carlo Borromeo : studio critico, su 1400 nuove fonti documentarie, giudicato dalla R. Accademia dei lincei pel concorso al Premio reale. Benno : Associazione "Pro Valle Camonica", 1915
- Romolo Putelli, Vita, storia ed arte bresciana nei secoli XIII-XVIII : opera in sei volumi, su inediti documenti, premiata nel 1935 dalla Reale Accademia d'Italia edita sotto gli auspici dell'Ateneo di Brescia, (Vol. I: Storia generale; Vol. II: Storie particolari; Vol. III: Arte e artisti; Vol. IV: Industrie; Vol. V: Commercio e artigianato; Vol. VI: Professioni e professionisti). Breno : Illustrazione camuna, 1936-1939
- Romolo Putelli, Vita, storia ed arte mantovana nel Cinquecento, (Vol. I: Inventario d'arredi sacri per Mantova e Diocesi; Vol. II: Prime visite pastorali alla città e Diocesi). Mantova : C. Peroni, 1934